# Dora Altmann
Dora Altmann (* 6. Februar 1885 in München, Königreich Bayern, Deutsches Kaiserreich als Dora Tremmel; † Dezember 1971 in München) war eine bayerische Volksschauspielerin, die in Film und Fernsehen in den 1960er- und frühen 1970er-Jahre spielte.

## Leben
Dora Altmann wurde am 6. Februar 1885 als Tochter des Magistratsbeamten Theodor Tremmel in München geboren. Sie absolvierte die Riemerschmid Handelsschule und ging zunächst einem bürgerlichen Beruf nach. 1908 trat sie ohne Wissen der Eltern der Volkssängergesellschaft Paul Kister bei, die im Gärtnerbräu in der Reichenbachstraße spielte. Seit 1915 ging sie mit ihrem Mann Richard Altmann und dessen Possenquartett Buntes Münchner Brettl auf Tournee.
1947 wurde sie von Michl Lang ans Münchner Platzl geholt, wo sie 24 Jahre lang bis zu ihrem Tod die böse Alte gab. Hier half sie auch im Oktober 1953 Bally Prell vor ihrer Premiere als Schönheitskönigin von Schneizlreuth mit einem Samtband ihres Mieders aus, um die Krone auf dem Kopf der Debütantin zu befestigen.
Ihr Fernsehdebüt gab sie im Alter von 75 Jahren im Jahre 1961 als Veronika in Die drei Eisbären. 1971 spielte sie in Charlie und die Schokoladenfabrik Grandma Georgina, ohne im Abspann genannt zu werden. Ihre letzte Fernsehrolle war als Frau Windegger in der Folge Wenn Steine sprechen der Tatortreihe, der 1972 ausgestrahlt wurde.
Im Februar 1971 feierte sie mit ihren Kollegen vom Platzl ihren 86. Geburtstag, im Dezember erlag sie überraschend einem Herzanfall. Die Trauerfeier und Beerdigung fand am 23. Dezember 1971 auf dem Münchner Ostfriedhof statt. Bally Prell sang bei der Trauerfeier.

## Trivia
Sie hatte eine Körpergröße von 1,54 m.

## Filmografie
- 1961: Der Komödienstadel: Die drei Eisbären
- 1961: Funkstreife Isar 12
- 1963: Als ich noch der Waldbauernbub war...
- 1964: Die fünfte Kolonne – Eine Puppe für Klein-Helga
- 1965: Der Ruepp
- 1965: Die seltsamen Methoden des Franz Josef Wanninger – Die Hexe von Ödach
- 1966: Endkampf
- 1966: Der Komödienstadel, Die Mieterhöhung
- 1967: Das Kriminalmuseum – Teerosen
- 1968: Der Holledauer Schimmel – Alte Walperin
- 1969: Der Komödienstadel: Das Wunder des heiligen Florian
- 1970: Mathias Kneissl
- 1971: Charlie und die Schokoladenfabrik (Willi Wonka & the Chocolate Factory)
- 1971: Königlich Bayerisches Amtsgericht Folge: Der Wilderer und das Gespenst
- 1972: Tatort: Wenn Steine sprechen
- 1972: Alpha Alpha